# Skuggor i natten
Skuggor i natten (engelska: Dead of Night) är en brittisk skräckfilm från 1945 i regi av Alberto Cavalcanti, Charles Crichton, Basil Dearden och Robert Hamer. Filmen är en episodfilm med fristående historier av olika regissörer. Den handlar om en arkitekt som har en återkommande mardröm som blir verklighet. 

## Handling
Arkitekten Walter Craig (Mervyn Johns) anländer till en bjudning på ett lantgods, där han snart inser att han träffat alla gäster tidigare - i sina drömmar. Han verkar inte ha någon tidigare personlig kännedom om dem, men tycks kunna förutspå spontana händelser i huset innan de utspelar sig. De övriga gästerna försöker sätta Craigs förutsägelser på prov, medan de underhåller varandra med berättelser om kusliga eller övernaturliga händelser de varit med om eller hört talas om. 
Dessa berättelser innefattar en racing-förares föraning om en dödlig bussolycka; en lättsam historia om två golfare, varav den ena hemsöks av den andres spöke (denna del var bortklippt vid filmens ursprungliga USA-premiär); ett spöklikt möte på ett julfirande för barn (också denna del var bortklippt vid USA-premiären); en hemsökt antik spegel; samt en berättelse om en instabil buktalare (Michael Redgrave) som tror att hans moraliskt korrupta docka verkligen lever.

## Rollista i urval

### Ramberättelse
(regisserad av Basil Dearden)
- Anthony Baird - Hugh Grainger
- Roland Culver - Eliot Foley
- Renée Gadd - Mrs. Craig
- Sally Ann Howes - Sally O'Hara
- Mervyn Johns - Walter Craig
- Barbara Leake - Mrs O'Hara
- Mary Merrall - Mrs Foley
- Frederick Valk - Dr. van Straaten
- Googie Withers - Joan Cortland

### Avsnittet "Hearse Driver"
(regisserad av Basil Dearden; baserat på novellen "The Bus-Conductor" av E. F. Benson)
- Anthony Baird - Hugh Grainger
- Judy Kelly - Joyce Grainger
- Miles Malleson - Droskföraren / busskonduktör
- Robert Wyndham - Doktor Albury

### Avsnittet "Christmas Party"
(regisserad av Alberto Cavalcanti; manus av Angus MacPhail)
- Michael Allan - Jimmy Watson
- Sally Ann Howes - Sally O'Hara
- Barbara Leake - Mrs O'Hara

### Avsnittet "Haunted Mirror"
(regisserad av Robert Hamer; manus av John Baines)
- Ralph Michael - Peter Cortland
- Esmé Percy - Mr. Rutherford — antikhandlaren
- Googie Withers - Joan Cortland

### Avsnittet "Golfing Story"
(regisserad av Charles Crichton; manus baserat på en berättelse av H.G. Wells)
- Peggy Bryan - Mary Lee
- Basil Radford - George Parratt
- Naunton Wayne - Larry Potter

### Avsnittet "Ventriloquist's Dummy"
(regisserad av Alberto Cavalcanti; manus av John Baines)
- Allan Jeayes - Maurice Olcott
- Magda Kun - Mitzi
- Miles Malleson - fångvaktare
- Garry Marsh - Harry Parker
- Hartley Power - Sylvester Kee
- Michael Redgrave - Maxwell Frere
- Frederick Valk - Doktor van Straaten
- Elisabeth Welch - Beulah

## Inflytande
Filmens cirkulära upplägg inspirerade astronomen Fred Hoyle när han 1948 var en av dem som utvecklade Steady state-teorin.
Filmsidan Rotten Tomatoes klassar Skuggor i natten som 96% "fresh".
Tidningen Time Out höll i början av 2010-talet en omröstning där ett flertal författare, regissörer, skådespelare och kritiker som varit verksamma inom skräckgenren röstade fram sina skräckfilmsfavoriter. Skuggor i natten placerades då som nummer 35 på topp-100-listan. Martin Scorsese inkluderade filmen på sin lista över de 11 mest skrämmande skräckfilmerna någonsin. Manusförfattaren och regissören Christopher Smith hämtade inspiration från filmens cirkel-narrativ till sin film Triangle (2009).